# Szabálysértés
A szabálysértés a magyar jog szerint a társadalmi együttélés általánosan elfogadott szabályait sértő vagy veszélyeztető, a bűncselekményként történő büntetni rendeléshez szükséges kockázatokkal és veszélyességgel azonban nem rendelkező cselekmény, amelyet a törvény büntetni rendel.
Bár a kihágás fogalma 1955 óta (!) nem létezik a magyar jogban, a köznyelv és az irodalmi nyelv makacsul ezt a szót használja a szabálysértés helyett. (Ez vonatkozik a rendőri kihágás kifejezésre is.) Ebben  közrejátszhat az is, hogy a magyar nyelvben a szabálysértés fogalom  - továbbra is - bármilyen szabály megsértésére/megszegésére vonatkozhat.

## Története

### A kihágás
A bűncselekmények felosztása azok súlya szerint történik, az 1810-es Code Pénal mintájára, amely bűntettre, vétségre és kihágásra való felosztást alkalmazta, és ez terjedt el Közép-Európában is. A felosztás ennek megfelelően lehet trichotóm (hármas), bichotóm (kettes) és monista. Magyarországon az 1843-as büntetőtörvénykönyv-javaslat a kettes felosztást alkalmazta, bűntettet és kihágást különböztetve meg. A Csemegi-kódex a hármas felosztás elvét fogadta el, megkülönböztetve bűntetteket, vétségeket és kihágásokat (utóbbit külön törvény szabályozta). Az 1950. évi Btá a bűntettet és a kihágást ismerte, utóbbit az 1955. évi 17. törvényerejű rendelet szüntette meg, bevezetve a monista felfogást. Az 1961-es Btk. is ezt alkalmazta. Az 1971. évi 28. törvényerejű rendelettel került sor a kettős felosztáshoz való visszatérésre, amely a bűntettet és vétséget különbözteti meg, és mind a mai napig használatos.
A bűncselekmények súly szerinti kategorizálását az 1810. évi napóleoni büntető törvénykönyv vezette be (bűntett, vétség, kihágás). Magyarországon a súly szerinti tagolást a Csemegi-kódex honosította meg. Az 1878. évi Btk. a „bűntett” és a „vétség” kettős kategóriáját vezette be, majd ehhez társult az 1879. évi Kihágási büntető törvénykönyv.
Ez a hármas felosztás 1950-ig létezett. Az 1950. évi Btá. (1950. évi II. törvény) a vétségi kategóriát megszüntette és a bűncselekményeket bűntett és kihágás szerint különböztette meg. Magyarországon az 1955. évi 17. tvr. szüntette meg a kihágás jogintézményét és a kihágási bíráskodás a szabálysértés fogalommal váltotta fel; a kihágások egy részét a bűncselekményekhez, más részét pedig a szabálysértésekhez sorolta. Ez azt is eredményezte, hogy a szabálysértés a közigazgatás tárgykörébe került.

### Az 1955. évi 17. tvr-ben
A rendőrségi kihágási bíráskodás megszüntetéséről és a kihágási eljárásra vonatkozó egyes rendelkezések módosításáról szóló 1953. évi 16. számú törvényerejű rendelet megállapította, hogy  - a törvényesség megszilárdítása és az igazságszolgáltatás alkotmányos alapelveinek megvalósítása érdekében -  a bűncselekmények miatt az eljárás kizárólag a bíróságok hatáskörébe tartozik.
A szabálysértések 1955-ben úgy jöttek létre, hogy a tvr. az addigi kihágások egy részét a bűntettekhez sorolta, míg a jelentősebb hányadukat a szabálysértés gyűjtőfogalom alá vonta.
Szabálysértés miatt ettől fogva az eljárás a tanács végrehajtóbizottsága igazgatási osztályának, illetőleg a rendőrségnek, a tűzrendészeti hatóságnak és a folyamrendészeti hatóságnak a hatáskörébe tartozott.
Szabálysértést törvény, törvényerejű rendelet, minisztertanácsi rendelet, valamint a tanács rendelete állapíthatott meg.

## Az 1968. évi I. törvény
Magyarországon az 1968. évi I. törvény és a végrehajtására rendelet kormányrendelet szabályozta a szabálysértési jogot.
A törvény kimondta - többek között - , hogy  Szabálysértés miatt eljárásnak csak a szabálysértés elkövetésétől számított hat hónapon belül van helye. A szabálysértési eljárás nincs magánindítványhoz kötve.
A szabálysértési ügyek intézését a Minisztertanács rendelettel szabályozza.
A törvényt 2000. március 1-től hatályon kívül helyezte az 1999. évi LXIX. törvény 168. § a). pontja.
A következő állomást az 1968. évi I. törvény, valamint az egyes szabálysértésekről szóló 17/1968. (IV. 14.) Korm. rendelet képezte.
A szabálysértésekről szóló 1968. évi I. törvény 1. §-a szerint valamely tevékenységet vagy mulasztást (együtt: cselekmény) törvény, kormányrendelet vagy önkormányzati rendelet nyilváníthat szabálysértéssé. E törvény 15. § (2) bekezdése kimondta, hogy 	szabálysértés nem állapítható meg akkor, ha a cselekmény bűncselekményt valósít meg.
Az 1968. évi I. törvény fenntartotta az ú.n. vegyes közigazgatási fórumrendszert, amelyben a községi tanácsok  szabálysértési jogkört kaptak. A törvény a rendőrségi és törvényhatósági bíráskodás rendszerét vitte tovább, ugyanakkor  nem biztosította a döntésekkel szemben a bírósági felügyelet (bírói út) igénybe vételének lehetőségét. alkalmazását. Ez azt eredményezte, hogy ugyanazon szerv látta el a nyomozati cselekményeket, a váddal kapcsolatos feladatokat és a döntéshozatalt is. E probléma a későbbiek során jogállami kifogás
célpontjává vált.
A szabálysértési kódex módosításai több alkalommal a dekriminalizációt szolgálták. Az 1971. évi majd az 1974. évi módosítás kapcsán a
büntethetőségi akadályok körébe beépült a jogos védelem és a végszükség, emelkedett a kiszabható pénzbírság generális minimuma és maximuma, s abban az esetben, ha az elkövetőt több elzárással sújtható szabálysértés miatt vonták felelősségre, a halmazati büntetésként kiszabott elzárás 60 napra emelkedett. A Büntető törvénykönyv (1978. évi IV. törvény) hatálybalépése további dekriminalizációs hatást
eredményezett, ugyanis a Btk. kihirdetésekor a vagyon elleni bűncselekmények értékhatára 500 Ft-ról 1000 Ft-ra emelkedett, s megjelent a jármű önkényes elvétele szabálysértési alakzata. Ugyancsak a régi Btk. becikkelyezésével egy időben történt meg az, hogy a közúti baleset okozása már akkor is csak szabálysértést képezett, ha a cselekmény könnyű testi sértést okozott. További dekriminalizációs jellegű módosítás állt be 1983. szeptember 1. napjával, amikor a bűncselekményt a szabálysértéstől elválasztó értékhatár tovább emelkedett.

Az Alkotmánybíróság meg is állapította a 63/1997. (XII. 12.) AB sz. határozatában megállapította az 1968. évi I. törvény 6. § (1) bekezdés második mondatában, a 18. §-ában, valamint a 71/A §-ában foglalt rendelkezések alkotmányellenességet és ezeket 1998. december 31-i hatállyal megsemmisítette. Az  Alkotmánybíróság ugyanakkor felhívta az Országgyűlést, hogy a szükséges  törvényalkotást  legkésőbb
1998. december 31-ig végezze el.
Az alkotmánybírósági határozat tartalmából következően olyan szabálysértési törvény megalkotására volt szükség, amely teljes körűen kimeríti a tisztességes eljáráshoz fűződő elkövetői jogosítványt és megteremti a bírósághoz fordulás lehetőségét. A kodifikáció lényeges elemévé vált az az elv, miszerint elzárást közigazgatási szerv ne mondhasson ki, erről csak bíróság döntsön.

### Az 1999. évi LXIX. törvény
Az új törvény, az egyes szabálysértésekről szóló 1999. évi LXIX. törvény 2000. március 1-jével lépett hatályba. Ugyanakkor az egyes szabálysértésekről szóló  szóló 218/1999. (XII. 28.) Korm. rendelet tartalmazta a szabálysértések különös részi tényállásainak túlnyomó többségét.

## A hatályos szabályozás: 2012. évi II. törvény

### A szabálysértés fogalma
Szabálysértésnek minősül a magyar jog szerint  a szabálysértési törvény  által büntetni rendelt tevékenység vagy mulasztás, amely veszélyes a társadalomra.
A 2012. évi II. törvény (rövidítése: Szabs. tv.) alkalmazásában az a tevékenység vagy mulasztás veszélyes a társadalomra, amely a bűncselekményként történő büntetni rendeléshez szükségesnél kisebb fokban sérti vagy veszélyezteti az Alaptörvény szerinti állami, társadalmi vagy gazdasági rendet, a természetes és jogi személyek, valamint a jogi személyiség nélküli szervezetek személyét vagy jogait.

### Újdonságai bevezetésekor
Az új törvény  egyik legnagyobb újdonsága volt, hogy e büntetőjog „alatti” jogsértési kört radikálisan kettéválasztotta: egyrészről  megtartotta ugyanis az ún. kriminális tényállásokat,  más részről önkormányzati szabályozási hatáskörbe utalta az ú.n. közigazgatás-ellenes cselekményeket (a közösségi együttélés alapvető szabályait sértő magatartások).
A törvény végre kizárja a kettős szankcionálás veszélyét, mivel kimondja, hogy nem állapítható meg szabálysértés, ha a tevékenységre vagy mulasztásra törvény vagy kormányrendelet közigazgatási bírság alkalmazását rendeli el.

### A 2017-es változások
A 2012. évi II. törvény számos módosítása 2017 májusában lépett hatályba. Új tényállások (például közérdekű üzem megzavarása, jogosulatlan közterületi értékesítés, fémkereső műszer jogellenes használata) kerültek a törvénybe. A törvény szabályozta a belföldi jogsegély jogintézményét elzárással is sújtható szabálysértési ügyekben, a fiatalkorúak tekintetében pedig bevezette a felfüggesztett szabálysértési elzárás szankcióját. A törvény kötelezővé tette az előélet miatt elzárásossá váló ügyekben, hogy a szabálysértési hatóság tisztázza a tényállást, a kártérítés szabályainak alkalmazását pedig sértetti kérelemhez kötötte.

### A szabálysértési eljárás alapelvei
- A szabálysértési eljárást a cselekmény elbírálásakor hatályban lévő törvény eljárási szabályai szerint kell lefolytatni. (Alkalmazandó jogszabály)
- A szabálysértési hatóság és a bíróság a Szabs. tv-ben megállapított feltételek fennállása esetén köteles a szabálysértési eljárást lefolytatni. (Hivatalból való eljárás)
- Senki sem tekinthető szabálysértés elkövetésében felelősnek mindaddig, amíg szabálysértési felelősségét a szabálysértési hatóság vagy a bíróság jogerős határozata nem állapította meg. (Az ártatlanság vélelme)
- A bizonyítási teher a szabálysértési hatóságot terheli; senki sem kötelezhető ártatlanságának bizonyítására
- Senki sem kötelezhető arra, hogy önmagára terhelő vallomást tegyen illetve önmaga ellen bizonyítékot szolgáltasson.(Önvádra kötelezés tilalma)
- Az eljárás alá vont személyt megilleti a védekezés joga (a szabálysértési hatóság és a bíróság köteles biztosítani, hogy az eljárás alá vont személy a Szabs. törvényben meghatározott módon védekezhessen)
- Ha a törvény kivételt nem tesz, jogorvoslatnak van helye a határozatok, intézkedések ellen illetőleg az intézkedések elmulasztása miatt, ugyanakkor erről a jogáról az eljárás alá vont személy írásban lemondhat.(Jogorvoslati jogosultság)
- Nyelvhasználat joga: az eljárás nyelve magyar; senkit sem érhet hátrány a magyar nyelv ismeretének hiánya miatt; az anyanyelvét (stb.) szóban és írásban mindenki használhatja.[17]

## Kritikák
A Magyar Helsinki Bizottság 2016-ban jelentést adott ki a szabálysértési törvény és egyes önkormányzati rendeketek alkalmazásának egyes következményeiről, amelyben - többek között - a legszegényebbeket sújtó tényállásoknak neveznek egyes, véleményük szerint  a társadalomra valójában nem vagy csekély mértékben veszélyes, a jogalkotó szerint a társadalmat „irritáló” cselekményeket kriminalizálnak. Ilyenek például a következők:
• önkényes beköltözés,
• koldulás,
• életvitelszerű közterületen tartózkodás szabályainak megsértése,
• köztisztasági szabálysértés,
• tulajdon elleni szabálysértés egyes esetei (lomtalanítás, kukázás).

## Büntetések és intézkedések

### A szabálysértés miatt alkalmazható büntetések
A szabálysértés miatt alkalmazható büntetések a következők:
- a) a szabálysértési elzárás,
- b) a pénzbírság,
- c) a közérdekű munka.[19]

A büntetések önállóan és  egymás mellett is kiszabhatók. Kivétel: szabálysértési elzárás mellett nem szabható ki közérdekű munka.

### A szabálysértés miatt alkalmazható intézkedések
- a) a járművezetéstől eltiltás,
- b) az elkobzás,
- c) a kitiltás,
- d) a figyelmeztetés.[21]

Figyelmeztetés mellett csak elkobzás alkalmazható, az intézkedések egyéb esetekben önállóan, egymás vagy büntetés mellett is alkalmazhatók.